# Noc generálů
Noc generálů (anglicky The Night of the Generals) je britsko-francouzský válečný filmový thriller z roku 1967. Režíroval jej Anatole Litvak, scénář napsali Joseph Kessel a Paul Dehn, a to volně podle stejnojmenného románu německého spisovatele Hanse Hellmuta Kirsta. Děj se až na závěrečnou část odehrává za druhé světové války, a to ve Varšavě a Paříži.
Ve filmu hrají Peter O'Toole (generál Tanz), Omar Sharif (major Grau), Tom Courtenay (korporál Kurt Hartmann), Donald Pleasence (generál Kahlenberg), Joanna Pettetová (Ulrike von Seidlitz-Gabler), Philippe Noiret (inspektor Morand) a další.
Film se natáčel ve Varšavě, Paříži a jedna část také v Hamburku. Produkovala jej společnost Horizon Pictures a distribuovala Columbia Pictures. Premiéra proběhla v Londýně 29. ledna 1967.
Hudbu k filmu složil Maurice Jarre.
Peter O'Toole za svůj výkon ve filmu obdržel filmovou cenu Donatellův David.

## Děj
Major Grau, příslušník Abwehru řeší vraždu prostitutky a zároveň německé agentky v roce 1942 v okupované Varšavě. Dopátrá se, že vrahem je jeden ze tří německých generálů: generál von Seidlitz-Gabler, generál Kahlenberg či generál Tanz, jenže major Grau je brzy převelen do Paříže a případ zůstane uzavřený. Po dvou letech se všichni tři generálové setkají právě v Paříži. Generál Kahlenberg je ve skupině příslušníků Wehrmachtu, kteří se pokusili spáchat atentát na Adolfa Hitlera.
Generál Tanz požádá svého řidiče Kurta Hartmanna, aby mu obstaral prostitutku. Tu později zabije, ale z její vraždy chce usvědčit Hartmanna, ale také mu nabídne, aby dezertoval, což Hartmann přijme. Když se (nyní již plukovník) Grau dozví o této vraždě, znovu začne případ vyšetřovat a zjistí, že vrahem byl generál Tanz. Zkonfrontuje ho, ale protože Hitlerovi oddaný Tanz se dozví, že Adolf Hitler přežil, Graua zastřelí.
V roce 1965 začne případ vraždy z roku 1942 vyšetřovat inspektor Interpolu Morand, bývalý přítel Graua. Brzy objeví spojitost s vraždou v roce 1944 a začne hledat po pachateli. Poté, co najde Kurta Hartmanna se doví, že vrahem byl generál Tanz. Protože byl Tanz jako válečný vězeň po 20 letech propuštěn, setká se s ním. Ten se ihned poté zastřelí.